# Bărbat
Bărbat (? – kb. 1290) olténiai vajda, Szeneszláv (Seneslau) vajda fia, Litovoi vajda öccse volt. Bátyját követte a tisztségben, aki a magyarok elleni csatában esett el 1273-ban vagy 1277-ben. Bărbat ugyanott hadifogságba esett.